# Viking Link
Viking Link er et 525 kV HVDC-jævnstrømskabel på 1400 MW som er lagt 765 km gennem Nordsøen mellem Revsing nord for Vejen og Bicker Fen i Lincolnshire i England til en pris på 13 milliarder kr. EU støttede med €2,8 mio. Kablet er anlagt i et samarbejde mellem (og ejes ligeligt af) de to nationale transmissions-operatører Energinet og National Grid plc i henholdsvis Danmark og Storbritannien.
Det blev sat i drift 29. december 2023 kl. 16, er dog i nogle perioder begrænset til 800 MW indtil den forsinkede højspændingsforbindelsen Idomlund-Grænsen færdiggøres i slutningen af 2026. Søkablet forventes at give samfundsøkonomisk overskud på 4 mia. kr., bl.a. fordi el produceres og forbruges på forskellige tidspunkter i de to lande.
Transformatorstationen i Revsing blev udbygget i august 2020, og består nu af dels en 22 meter høj omformerstation og en koblingsstation på Højspændingsforbindelsen Kassø-Tjele. Den er forberedt til at kunne anvende sin overskudsvarme til at levere noget af fjernvarmen i Vejen by, hvis nye rør og varmepumper kan anlægges økonomisk.
Under anlæggelsen blev flere forhistoriske landsbyer fundet.

## Eksterne links
- Cable to England - Viking Link Arkiveret 28. september 2015 hos  Wayback Machine - energinet.dk